# 浅野回漕店

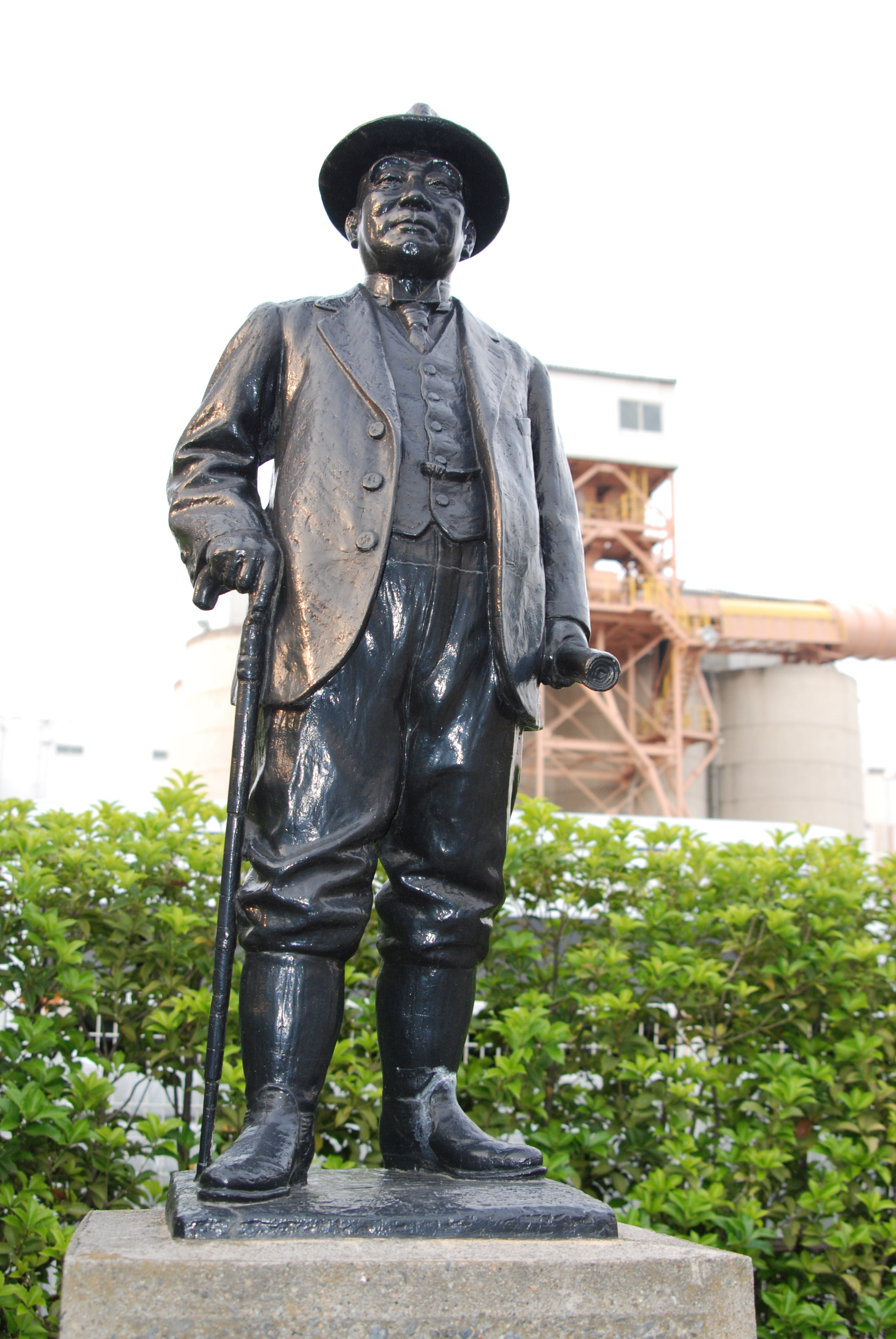
浅野財閥総帥 浅野総一郎の銅像

浅野回漕店（あさのかいそうてん）は浅野総一郎が1886年（明治19年）または1887年（明治20年）に設立した海運会社で、国内航路で日本郵船に対抗したが、10年後に、海外航路の東洋汽船設立資金調達のために、全ての船を売却して廃業した。

## 共同運輸会社
郵便汽船三菱運輸会社が、日本の海運業界を独占して高い運賃をとっていた。当時石炭商だった浅野総一郎は、その運賃に我慢できなかったので、共同運輸会社設立発起人総代42人の一人になった。そして共同運輸は郵便汽船三菱と熾烈な値下げ競争を繰り広げたが、両社とも経営が苦しくなったので、1885年（明治18年）合併して日本郵船になった。独占会社になった日本郵船は運賃を高くした。

## 浅野回漕店
高い運賃は産業を破壊しかねないと考えていた浅野総一郎は、運賃の安い海運会社を自分で経営しようと決心して、渋沢栄一に出資と協力を求めた。そして1886年（明治19年）か翌年に資本金20万円で匿名組合浅野回漕店を設立したが、渋沢栄一は共同経営者となった。最初にドイツ人所有の古船ベロナ号（1136総トン）を四万円で買って日の出丸と改名した。その後、金沢丸（1235総トン）鶴丸（408総トン）万国丸（2336総トン）竜丸（106総トン）を購入して合計五隻の古船で、安い運賃で営業した。横浜や品川から女川町石浜を経て函館や小樽へ、あるいは横浜や品川から大阪・神戸・兵庫へ、ときには富山県の伏木へも航行した。積荷が集まった時に航海するという不定期な輸送形態で運営した。
ある時永山武四郎北海道庁長官が、屯田兵二千名余りを堺から小樽まで安く輸送するように日本郵船に依頼したが断られた。それを浅野回漕店が輸送した。また、浅野総一郎の故郷である富山県の米を日本郵船の半額以下で輸送した。すると、日本郵船は、浅野回漕店よりも運賃を安くして競争を挑んできた。そこで浅野総一郎は、緒明菊三郎・広海仁三郎・浜中初三郎・岸本五兵衛・岡崎藤吉などと、1894年（明治27年）に日本海運業同盟会を結成して対抗した。その競争の最中に日清戦争が始まったので、浅野回漕店はすべての船を御用船として政府に提供した。

## 東洋汽船設立のために廃業
日本政府が航海奨励法を制定して海外航路に助成金を出すという事を知った浅野総一郎は、海外航路の海運会社を設立しようと考えた。浅野回漕店の中古船は外洋航海に不向きなので、全部の船を土佐汽船に20万円で売却して、東洋汽船の設立資金にした。

## 浅野回漕部
後に1900年ごろに、浅野総一郎は渋沢栄一の出資を仰いで浅野回漕部を設立したが、これは実質的に浅野回漕店を再興したものである。